# 高超蹄盖蕨
高超蹄盖蕨（学名：Athyrium excelsium），为蹄盖蕨科蹄盖蕨属下的一个植物种。